# Lichte infanterie
Lichte infanterie kenmerkt zich door snelle inzetbaarheid, lichte bewapening en het langere tijd zelfstandig kunnen opereren. Omdat lichte infanterie niet afhankelijk is van voertuigen is het mogelijk om op moeilijk bereikbare plekken te opereren zoals de jungle en bergachtig terrein.

## Voorbeelden
Enkele voorbeelden van Lichte infanterie zijn:
- Voltigeur
- Korps Mariniers (Nederland)
- Luchtmobiele Brigade (Nederland)
- 10th mountain brigade (VS)
- 3cdo brigade (Verenigd Koninkrijk)
- Special Operations Regiment (België)
- Bataljon Carabiniers Prins Boudewijn-Grenadiers (België)
- Bataljon 12 Linie Prins Léopold - 13 Linie (België)